# بيتي لامبرت
بيتي لامبرت (بالإنجليزية: Betty Lambert)‏ (23 أغسطس 1933، كالغاري في كندا - 4 نوفمبر 1983، برنابي في كندا)؛ كاتِبة وروائية كندية.